# Jon Schaffer
Jon Ryan Schaffer (Franklin, Indiana, 15. ožujka 1968.) je američki heavy metal gitarist, suvokal i tekstopisac, te osnivač heavy metal sastava Iced Earth.

## Životopis
S 14 godina je dobio prvu gitaru i počeo je pisati pjesme. Godine 1985., nakon preseljenja na Floridu osnovao je heavy/thrash metal sastav Purgatory, koji je ubrzo promijenio ime u Iced Earth. On je još jedini ostao od "prve" postave. Napisao je i uglazbio većinu pjesama Iced Eartha. Godine 2005. postao je otac, a krajem 2006. umro mu je otac Tom Schaffer kojega su nazivali Papa Earth.
Godine 2000. imao je tešku operaciju vratnih kralježaka poslije koje se dobro oporavio. No ograničen je nekim potezima glavom, pogotovo na pozornici.
Vrlo je poznat po svom žestokom ritmu i istrzavanju (tzv. shredu), koje ga čini vrlo posebnim gitaristom, a može se reći i virtuozom.
Također je i glavni vokal u pjesmi "Stormrider", te obradi KISS-ove pjesme "God of Thunder".
Jon je također svirao i snimao za Demons & Wizards, projekt s Blind Guardianom
Nakon dugogodišnjeg sviranja na Gibson gitarama, u rujnu je potpisao ugovor s Gibsonom.

## Uzori
Jonovi prvobitni uzori su bili KISS, Iron Maiden, Alice Cooper, AC/DC, Judas Priest i drugi. Najdraža mu je pjesma i album The Number of the Beast od Iron Maidena. Također voli motore, posebno Harley Davidsone, kojih ima čak 8 komada.

## Drugi radovi
Također ima svoju trgovinu figurica vojnika SAD-a iz građanskog rata nazvan "Spirit of 76 Collectibles" u Columbosu, Indiana. Taj građanski rat je opjevan na DVD-u "Gettysburg (1863)". U prosincu 2009. je objavio svoj novi solo-projekt nazvan Sons of Liberty, s albumom 'Brush-fires of the Mind'. Projekt i pjesme nastoje ukazati na sve što se trenutno događa u svijetu.

## Vanjske poveznice
- Službene stranice Iced Eartha